# 유스네일리스 구스만
유스네일리스 구스만 로페스(스페인어: Yusneylis Guzmán López, 1996년 8월 8일~)는 쿠바의 레슬링 선수이다. 2024년 하계 올림픽 자유형 여자 플라이급에서 은메달을 획득했다.

## 경력
1996년 아바나에서 태어났으며 2014년부터 쿠바 국가대표로 활동하기 시작했다.
2021년 7월 일본 도쿄에서 열린 2020년 하계 올림픽에 참가했고 첫 상대인 중국의 쑨야난과 패자부활전 상대인 우크라이나의 옥사나 리바치에게 패하면서 탈락했다.
2024년 8월 프랑스 파리에서 열린 2024년 하계 올림픽에 참가했다. 그녀는 준결승에서 인도의 비네시 포가트에게 5-0으로 패했으나 포가트의 체중이 체급 조건 체중에서 100g이 초과되어 실격 처리되면서 결승에 진출했다. 이후 결승 상대인 세라 힐더브랜트에게 패하여 은메달을 획득했다.